# Oophaga vicentei
Espèce
Synonymes
- Dendrobates vicentei Jungfer, Weygoldt & Juraske, 1996

Statut de conservation UICN

 EN  : En danger
Statut CITES
Oophaga vicentei est une espèce d'amphibiens de la famille des Dendrobatidae.

## Répartition et habitat
Cette espèce est endémique du Panama. Elle se rencontre dans les provinces de Veraguas et Coclé jusqu'à 912 m d'altitude.
Elle vit dans la forêt tropicale humide.

## Étymologie
Cette espèce est nommée en l'honneur de Vicente Augusto Fernández, qui a aidé à la collecte d'amphibiens au Panama.

## Publication originale
- Jungfer, Weygoldt & Juraske, 1996 : Dendrobates vicentei, ein neuer Pfeilgiftfrosch aus Zentral-Panama. Herpetofauna, vol. 18, no 103, p. 17-26.